# 心/S/サ
「心／S／サ」（こころ エス サ）は、2013年8月7日、TENT HOUSEから発売された植田真梨恵のシングル。

## 概要
6曲入りのミニアルバムではなく、2曲入りシングルを3枚組にしてリリース。

## 収録曲
（全作詞・作曲：植田真梨恵）

### DISC1
1. 心と体
編曲：工藤健太
2. 愛と熱、溶解
編曲：岡崎健
3. 心と体 –off vo.-

### DISC2
1. S・O・S
編曲：Bonn
2. おおかみ少年
編曲：岡本仁志
3. S・O・S –off vo.-

### DISC3
1. サファイア!
編曲：岡本仁志
2. 世界の終わり
編曲：工藤健太
3. サファイア！ –off vo.-